# العوارض (حزم العدين)

تعديل مصدري - تعديل

العوارض محلة تابعة لقرية بني عبدالسلام، التابعة لعزلة حقين بمديرية حزم العدين إحدى مديريات محافظة إب في الجمهورية اليمنية، بلغ تعداد سكانها 111 حسب تعداد اليمن لعام 2004.